# Улица Яня
Улица Я́ня (латыш. Jāņa iela) — улица в Риге, в историческом районе Старый Город.
Находится между улицами Калькю и Скарню. Длина улицы — 79 метров.

## История
Возникла в XIII веке, указывалась как «Улица за церковью Иоанна». С XIV века имеет своё теперешнее название, которое в своей дальнейшей истории не меняла.
В 1969 году в подвалах и во дворах домов на улице были обнаружены древние стены из известковых блоков, ранее в котловане у дома 7 были найдены белокаменные романские базы двух колонн. Предположительно, это фрагменты первого епископского замка (1201—1232).

## Достопримечательности
- д. 3 — Жилой дом (1829, архитектора Юлиус Шпацирс)
- д. 5 — Жилой дом (1910, архитектор Николай Герцбергерс)
- д. 6 — Жилой дом (XVII век)
- д. 7 — Дом пастора церкви Св. Иоанна (1929, архитектор Эйжен Лаубе)
- д. 8 — Жилой дом (XVII век)
- д. 10 — Жилой дом (XVIII век)
- д. 12 — Жилой дом (XVII век)
- д. 14 — Жилой дом (XVII век, перестроен в 1889 году, архитектор Карл Генрих Шель)
- д. 16 — художественная галерея
- д. 18 — Жилой дом (1825, восстановлен в 1902 году по проекту архитектора Оскара Александра Барса).